# Флинтстоун 2: Да живее Рок Вегас
„Флинтстоун 2: Да живее Рок Вегас“ (на английски: The Flintstones in Viva Rock Vegas) е американска комедия от 2000 година на режисьора Браян Левант, по сценарий на Дебора Каплан, Хари Ефлонт, Джим Каш и Джак Епс младши, прелюдия на „Семейство Флинтстоун“ (1994) и е базиран на анимационния сериал със същото име (1960-1966). Действието се развива преди събитията от сериала и първия филм, в който Фред и Барни срещат Уилма и Бети.
Нито един от оригиналния актьорския състав от първия филм не отразяват ролите си тук. Във филма участваха Марк Ади, който замества Джон Гудмън в ролята си на Фред Флинтстоун, Стивън Болдуин замества Рик Моранис в ролята си на Барни Ръбъл, Кристен Джонстън замества Елизабет Пъркинс като Уилма Флинтстоун и Джейн Краковски замества Роузи О'Донъл като Бети О'Шейл. Поддържащия актьорски състав включват Джоан Колинс (която замества Елизабет Тейлър за ролята си на Пърл Слагхупъл), Харви Корман (който озвучаваше Диктоптицата в първия филм), Томас Гибсън и Алън Къминг в двойна роля като Великият Газу и Мик Джагъд, пародия на Мик Джагър.

## Дублажи

### Александра Видео (2001)
| Обработка           | Александра Аудио                                                 |
| ------------------- | ---------------------------------------------------------------- |
| Ръководител         | Васил Новаков                                                    |
| Преводач            | Христо Христов                                                   |
| Озвучаващи артисти  | Мария Никоевска Даринка Митова Васил Бъчваров Александър Воронов |
| Тонрежисьор         | Димитър Йорданов                                                 |
| Режисьор на дублажа | Даниела Горанова                                                 |

### bTV(2005)
| Озвучаващи артисти | Ева Демирева Елена Бойчева Любомир Младенов Веселин Ранков Пламен Манасиев |

### Диема Вижън (2013)
| Озвучаващи артисти  | Даниела Йорданова Йорданка Илова Петя Миладинова Стефан Сърчаджиев-Съра Николай Николов Силви Стоицов |
| Преводач            | Ирина Ценкова                                                                                         |
| Тонрежисьор         | Стефан Дучев                                                                                          |
| Режисьор на дублажа | Димитър Кръстев                                                                                       |

### Медиа Линк(2019)
| Озвучаващи артисти  | Таня Димитрова Ани Василева Стефан Димитриев Димитър Иванчев Мартин Герасков |
| Преводач            | Невена Генчева                                                               |
| Тонрежисьор         | Емил Енев                                                                    |
| Режисьор на дублажа | Михаела Минева                                                               |

### Про Филмс(2022)
| Озвучаващи артисти  | Татяна Захова Христина Ибришимова Александър Митрев Александър Воронов Христо Узунов |
| Преводач            | Невена Генчева                                                                       |
| Тонрежисьор         | Детелина Ралчевска                                                                   |
| Режисьор на дублажа | Анна Тодорова                                                                        |